# El chulla Romero y Flores
El chulla Romero y Flores (Quito, 1958) es una novela del escritor ecuatoriano Jorge Icaza. Es una de las obras más traducidas de este autor, y figura entre las más importantes de su obra.
La novela fue adaptada como miniserie por la cadena de televisión Ecuavisa, bajo la dirección de Carl West.

## El chulla
La palabra "chulla", recogida en el DRAE, proviene del idioma quechua ch'ulla, y significa "solo, impar". Con este término también se describe, en Ecuador, al "integrante de clase media que trata de superarse por las apariencias". Suelen ser personajes sin relación de pareja, pero de actividad y actitud esforzadamente brillantes y ostentosos, incluso a pesar de su pobre condición económica. 
Luis Alfonso Romero y Flores, protagonista de la novela, es un personaje mestizo, fruto de las relaciones entre su madre indígena y el dueño de la casa en la que servía, el difunto Miguel Romero y Flores", caído en desgracia pero con ínfulas de grandeza. El chulla se avergüenza de su sangre india, y se aferra entre otras cosas a su doble apellido que le otorga una pretendida hidalguía de sangre española.  A lo largo de la novela se puede ver que el protagonista no encuentra un lugar en la sociedad: no es indígena ni blanco. A esta dualidad, Icaza la denominaría como “majestad y pobreza”.